# Physalaemus evangelistai
Physalaemus evangelistai é uma espécie de anfíbio da família Leptodactylidae.
É endémica do Brasil.
Os seus habitats naturais são: matagal húmido tropical ou subtropical, campos de gramíneas de baixa altitude subtropicais ou tropicais sazonalmente húmidos ou inundados, pântanos e marismas intermitentes de água doce.
Está ameaçada por perda de habitat.